# Tutgual
Tutgual (forme celtique du latin Theodovellaunus) (né vers 467), est un roi, dont le royaume s'étendait sur l'île de Man et le Galloway.

## Origine
Tutgual ou Tatgual est présenté par les généalogies du Jesus College et de l'Harleian Collection de la British Library comme le fils d'un certain Edneuet, et comme un descendant du légendaire « Maxen Wledic », qui correspond à l'usurpateur Magnus Maximus:
[I]udgual map Tutagual (III) map Anarant map Mermin map Anthec map Tutagual(II) map Run map Neithon map Senill map Dinacat map Tutagual(I) map Eidinet map Anthun map Maxim guletic qui occidit gratianum regem romanorum
Rodri mawr m Meruyn m Guriat m Elidyr m Celenion merch Tutwal (III) tutclith m Anarawd gwalchcrwn m Meruyn mawr m Kyuyn m Anllech m Tutwal (II) m Run m Neidaon m Senilth hael. Tryd hael or gogled. Senilth m Dingat m Tutwal (I) m Edneuet m Dunawt m Maxen wledic. val y mae vchot

## Règne
Selon les traditions, il était le frère du roi de Strathclyde, Dumnagual Hen, dont il hérita une petite partie du royaume à la mort de Cinuit, leur père.
Ailred de Rievaulx dit de lui dans sa Vie de saint Ninian qu'il s'était opposé à l'installation de saint Ninian à Whithorn, dans le Galloway. Toutefois, les  « Harleian genealogies », la Vita de Saint Colomba d'Adomnan, et le « Bonedd Gwŷr y Gogledd  » s'accordent pour indiquer que le Tutagual map Clinoch map Dumgual hen en question est un roi de Strathclyde et le père du roi bien documenté Rhydderch Hael ,.
Son fils Dingat est devenu roi de Man et des Îles après lui.